# ニック・サンドリン
ニック・ハワード・サンドリン（Nick Howard Sandlin, 1997年1月10日 - ）は、アメリカ合衆国ジョージア州コロンビア郡エバンス出身のプロ野球選手（投手）。右投右打。MLBのトロント・ブルージェイズ所属。

## 経歴

### プロ入りとインディアンス時代
2018年のMLBドラフト2巡目（全体67位）でクリーブランド・インディアンス （2022年よりインディアンス→ガーディアンズへと改称）から指名され、プロ入り。契約後、傘下のルーキー級アリゾナリーグ・インディアンスでプロデビュー。A級レイクカウンティ・キャプテンズ、A+級リンチバーグ・ヒルキャッツ、AA級アクロン・ラバーダックスでもプレーし、4チーム合計で25試合に登板して2勝0敗5セーブ、防御率3.00、36奪三振を記録した。
2019年はAA級アクロンとAAA級コロンバス・クリッパーズでプレーし、2チーム合計で24試合に登板して1勝0敗2セーブ、防御率2.39、38奪三振を記録した。
2020年はCOVID-19の影響でマイナーリーグの試合が開催されなかったため、公式戦の出場は無かった。
2021年4月30日にメジャー契約を結んでアクティブ・ロースター入りし、翌日の5月1日のシカゴ・ホワイトソックス戦でメジャーデビュー。この年メジャーでは34試合に登板して1勝1敗、防御率2.94、48奪三振、5ホールドを記録した。

### ガーディアンズ時代
2022年は46試合に登板して5勝2敗、防御率2.25、41奪三振、7ホールドを記録した。
2023年は61試合に登板して5勝5敗、防御率3.75、66奪三振、10ホールドを記録した。

### ブルージェイズ時代
2024年12月10日にスペンサー・ホーウィッツ、ニック・ミッチェルとのトレードで、アンドレス・ヒメネスと共にトロント・ブルージェイズへ移籍した。

## 選手としての特徴
上体をかがめるような独特の構えから始動する、個性派のサイドスロー右腕である。横手から繰り出すフォーシームの最速は、150km/h台中盤にまで達するという、メジャーでも有数のパワー系サイドハンドとされる。配球も個性的で、最も多投するのは大きくヨコに曲がるスライダーであり、2023年は全投球の約半分がスライダーだった。特徴的なフォームに取り組み始めたのは高校2年生からであり、卒業した先輩投手に代わる存在になろうと、サイドハンドに挑戦したのがきっかけだった。

## 詳細情報

### 年度別投手成績
| 年 度    | 球 団    | 登 板 | 先 発 | 完 投 | 完 封 | 無 四 球 | 勝 利 | 敗 戦 | セ 丨 ブ | ホ 丨 ル ド | 勝 率 | 打 者 | 投 球 回 | 被 安 打 | 被 本 塁 打 | 与 四 球 | 敬 遠 | 与 死 球 | 奪 三 振 | 暴 投 | ボ 丨 ク | 失 点 | 自 責 点 | 防 御 率 | W H I P |
| -------- | -------- | ----- | ----- | ----- | ----- | -------- | ----- | ----- | -------- | ----------- | ----- | ----- | -------- | -------- | ----------- | -------- | ----- | -------- | -------- | ----- | -------- | ----- | -------- | -------- | ------- |
| 2021     | CLE      | 34    | 0     | 0     | 0     | 0        | 1     | 1     | 0        | 5           | .500  | 141   | 33.2     | 21       | 2           | 17       | 0     | 4        | 48       | 1     | 0        | 15    | 11       | 2.94     | 1.12    |
| 2022     | CLE      | 46    | 0     | 0     | 0     | 0        | 5     | 2     | 0        | 7           | .714  | 180   | 44.0     | 27       | 2           | 24       | 3     | 3        | 41       | 1     | 0        | 13    | 11       | 2.25     | 1.15    |
| 2023     | CLE      | 61    | 0     | 0     | 0     | 0        | 5     | 5     | 0        | 10          | .500  | 299   | 60.0     | 38       | 12          | 24       | 1     | 2        | 66       | 0     | 0        | 28    | 25       | 3.75     | 1.03    |
| 2024     | CLE      | 68    | 1     | 0     | 0     | 0        | 8     | 0     | 1        | 9           | 1.000 | 246   | 57.2     | 46       | 12          | 27       | 2     | 6        | 68       | 1     | 0        | 29    | 24       | 3.75     | 1.27    |
| MLB：4年 | MLB：4年 | 209   | 1     | 0     | 0     | 0        | 19    | 8     | 1        | 31          | .704  | 806   | 195.1    | 132      | 28          | 92       | 6     | 15       | 223      | 3     | 0        | 85    | 71       | 3.27     | 1.15    |

- 2024年度シーズン終了時

### 年度別守備成績
| 年 度 | 球 団 | 投手（P） | 投手（P） | 投手（P） | 投手（P） | 投手（P） | 投手（P） |
| 年 度 | 球 団 | 試 合     | 刺 殺     | 補 殺     | 失 策     | 併 殺     | 守 備 率  |
| ----- | ----- | --------- | --------- | --------- | --------- | --------- | --------- |
| 2021  | CLE   | 34        | 0         | 4         | 0         | 1         | 1.000     |
| 2022  | CLE   | 46        | 2         | 6         | 1         | 2         | .889      |
| 2023  | CLE   | 61        | 5         | 7         | 0         | 0         | 1.000     |
| 2024  | CLE   | 68        | 1         | 9         | 0         | 1         | 1.000     |
| MLB   | MLB   | 209       | 8         | 26        | 1         | 4         | .971      |

- 2024年度シーズン終了時

### 背番号
- 52（2021年 - ）